# Metropolia marijska
Metropolia marijska – jedna z metropolii Rosyjskiego Kościoła Prawosławnego, z siedzibą w Joszkar-Ole. Obejmuje terytorium Republiki Mari El.
Utworzona postanowieniem Świętego Synodu 6 października 2017 r. W jej skład wchodzą dwie eparchie: joszkar-olijska i wołżska.
Zwierzchnikiem metropolii jest metropolita joszkar-olijski i marijski Jan (Timofiejew), ordynariusz eparchii joszkar-olijskiej.